# Phowa
Phowa, phoła (tyb. འཕོ་བ་གྲོང་འཇུག, Wylie: ’pho ba grong ’jug, ZWPY: Powa Chongjug), Joga Przeniesienia Świadomości – jedna z praktyk buddyzmu Diamentowej Drogi. Przynależy do zbioru Sześciu Jog Naropy. Ma pozwolić praktykującemu po śmierci odrodzić się w Czystej Krainie Buddy Nieograniczonego Światła, gdzie zapewniane są wszystkie warunki do dalszego rozwoju. Znakiem powodzenia jest niewielki fizyczny otwór na czubku głowy, często też kropelka krwi, powstała w wyniku praktyki.